# 康津警察署
康津警察署（カンジンけいさつしょ）は、全南地方警察庁所管の警察署である。

## 管轄区域
- 康津郡

## 沿革
- 1945年10月21日 - 開署

## 組織
- 警務課
- 生活安全交通課
- 捜査課
- 情報保安課

## 管轄派出所
- 道岩派出所
- 馬良派出所
- 七良派出所
- 城田派出所
- 鵲川派出所
- 邑内派出所
- 郡東派出所

## 管轄治安センター
- 薪田治安センター
- 大口治安センター
- 唵川治安センター
- 兵営治安センター